# Opisthacantha bifasciata
Opisthacantha bifasciata är en stekelart som beskrevs av Alan Parkhurst Dodd 1920. Opisthacantha bifasciata ingår i släktet Opisthacantha och familjen Scelionidae. Inga underarter finns listade i Catalogue of Life.